# John West, I conte De La Warr
John West, I conte De La Warr (4 aprile 1693 – 16 marzo 1766), è stato un politico e ufficiale inglese.

## Biografia
Era il figlio di John West, VI barone De La Warr, e di sua moglie, Margaret Freeman, figlia ed erede di John Freeman, un mercante di Londra.

## Carriera militare e politica
Dopo aver viaggiato in Europa è stato nominato Clerk-Extraordinary del Consiglio della Corona nel 1712. Nel 1715 rappresentò Grampound, carica che mantenne fino al 1722. Nel 1715 divenne un ufficiale della prima truppa di Horse Guards e fu promosso tenente colonnello nel 1717. Nel 1723 successe al padre nella baronia di De La Warr ed è entrato nella Camera dei lord. È stato nominato Lord of the Bedchamber di Giorgio I e venne nominato cavaliere del Bagno nel 1725. Nel 1728 è stato ammesso un Fellow della Royal Society.
Nel 1731 divenne membro del Consiglio privato e nominato Tesoriere della Casa, carica che ha mantenuto fino al 1737. Nel 1732 è stato nominato presidente della Camera dei lord, in assenza del Lord Cancelliere. Nel 1736 è stato mandato in missione speciale in Germania per scortare la principessa Augusta di Sassonia-Gotha-Altenburg in Gran Bretagna, dove divenne la moglie di Federico, principe di Galles.
Nel 1737 è stato nominato Governatore di New York e New Jersey. Tuttavia, non ha mai viaggiato in America. Ha continuato la sua carriera militare, pur essendo attivo nella Camera dei lord e combatté nella battaglia di Dettingen nel 1743 durante la guerra di successione austriaca. Divenne generale di brigata nel 1743, maggior generale nel 1745, tenente generale nel 1747 e generale a cavallo nel 1765. Nel 1752 è stato nominato Governatore di Guernsey, incarico che mantenne fino alla morte. Nel 1761 Giorgio III lo creò visconte Cantelupe e conte De La Warr.

## Matrimonio
Sposò, il 25 maggio 1721, Lady Charlotte MacCarthy (?-7 febbraio 1734), figlia di Donogh MacCarty, IV conte di Clancarty e Lady Elizabeth Spencer. Ebbero due figli:
- George Augustus West (?-1776)
- John West, II conte De La Warr (1729-22 novembre 1777)

Sposò, il 15 giugno 1744, Anne Walker (?-26 giugno 1748), figlia di Neemia Walker. Non ebbero figli.

## Morte
Morì il 16 marzo 1766, all'età di 72 anni.